# Jan Gerard Wessels Boer
Jan Gerard Wessels Boer, född  10 augusti 1936 i Haren, Groningen, Nederländerna, död 13 juli 2019 i Molenaarsgraaf, var en nederländsk växttaxonom särskilt uppmärksammad för sin forskning kring palmer.
Auktorsnamnet Wess.Boer kan användas för Jan Gerard Wessels Boer i samband med ett vetenskapligt namn inom botaniken; se Wikipediaartiklar som länkar till auktorsnamnet.